# Turbicellepora avicularis
Turbicellepora avicularis is een mosdiertjessoort uit de familie van de Celleporidae. De wetenschappelijke naam van de soort is voor het eerst geldig gepubliceerd in 1860 door Hincks. T. avicularis vormt dikke oranje korsten met een ruw oppervlak op allerlei soorten substraat, soms om dunne steeltjes heen. Alleen microscopisch is deze soort te onderscheiden van het puimsteenmosdiertje (Cellepora pumicosa).